# サンタ・ジュスティーナ・イン・コッレ
サンタ・ジュスティーナ・イン・コッレ（伊: Santa Giustina in Colle）は、イタリア共和国ヴェネト州パドヴァ県にある、人口約7,100人の基礎自治体（コムーネ）。

## 地理

### 位置・広がり

#### 隣接コムーネ
隣接するコムーネは以下の通り。
- カンポ・サン・マルティーノ
- カンポザンピエーロ
- カステルフランコ・ヴェーネト (TV)
- ロレッジャ
- サン・ジョルジョ・デッレ・ペルティケ
- サン・マルティーノ・ディ・ルーパリ
- ヴィッラ・デル・コンテ

### 気候分類・地震分類
サンタ・ジュスティーナ・イン・コッレにおけるイタリアの気候分類 (it) および度日は、zona E, 2399 GGである。
また、イタリアの地震リスク階級 (it) では、zona 3 (sismicità bassa) に分類される。